# Scutellidae
De Scutellidae zijn een familie van zee-egels (Echinoidea) uit de orde Clypeasteroida.

## Geslachten
- Allaster Nisiyama, 1968 †
- Parascutella Durham, 1953 †
- Remondella Durham, 1955 †
- Samlandaster Lambert, 1914 †
- Scaphechinus A. Agassiz, 1864
- Scutella Lamarck, 1816 †
- Scutulum Tournouër, 1869 †